# Hugh Ross
Hugh Norman Ross (Montréal, 24 luglio 1945) è un astrofisico canadese, apologista cristiano, e creazionista della Terra vecchia.

## Biografia
Hugh Ross è nato a Montreal e cresciuto a Vancouver, Canada. Ha conseguito una laurea in fisica presso l'Università della British Columbia e un dottorato di ricerca in astronomia presso l'Università di Toronto; ha svolto ricerche post-dottorato per cinque anni al California Institute of Technology, studiando quasar e galassie.
Ross accetta l'età scientifica della terra e l'età scientifica dell'universo, tuttavia rifiuta l'evoluzione come processo non guidato e l'abiogenesi come spiegazioni della storia dell'umanità e dell'origine della vita.
Ross si è più volte confrontato con scienziati di opposte vedute. Ha parlato alla Skeptics Society nel 2008 in occasione del "Convegno sulle Origini" al California Institute of Technology.
I suoi libri 'Origins of Life' e 'Who Was Adam?' scritti col biochimico Fazale Rana furono recensiti dal premio Nobel per la chimica e critico dell'evoluzione Richard Smalley che affermò: "L'evoluzione ha appena subito il colpo di grazia. Dopo aver letto 'Origins of Life', con il mio background in chimica e fisica, mi è risultato chiaro che l'evoluzione non può essere avvenuta. Il nuovo libro, 'Who Was Adam?', È la pallottola d'argento che mette il modello evolutivo a morte.".

## Opere
Ross ha scritto o collaborato ai seguenti libri:
- The Fingerprint of God. Orange, Calif.: Promise Publishing, 1989, 2nd ed. 1991, 3rd ed. 2005 ISBN 978-0939497188
- The Creator and the Cosmos. Colorado Springs: NavPress, 1993, 2nd ed. 1995, 3rd ed. 2001 ISBN 978-0891097006
- Creation and Time. Colorado Springs: NavPress, 1994 ISBN 978-0891097761
- Beyond the Cosmos. Colorado Springs: NavPress, 1996, 2nd ed. 1999; Orlando, FL: Signalman Publishing, 2010, 3rd ed. ISBN 978-0984061488
- The Genesis Question, Colorado Springs: NavPress, 1998, 2nd ed. 2001 ISBN 978-1576831113
- The Genesis Debate, Mission Viejo, CA: Crux, 2002 (with five other authors) ISBN 978-0970224507
- Lights in the Sky and Little Green Men, Colorado Springs: NavPress, 2002 ISBN 978-1576832080
- A Matter of Days, Colorado Springs: NavPress, 2004 ISBN 978-1576833759
- Origins of Life, Colorado Springs: NavPress, 2004 (with Fazale Rana) ISBN 978-1576833445
- Who Was Adam? Colorado Springs, NavPress, 2005 (with Fazale Rana) ISBN 978-1576835777
- Creation as Science, Colorado Springs: NavPress, 2006 ISBN 978-1576835784
- Why the Universe is the Way it Is, Grand Rapids, MI: Baker Books, 2008 ISBN 978-0801071966
- More Than a Theory, Grand Rapids, MI: Baker Books, 2009 ISBN 978-0801014420
- Hidden Treasures in the Book of Job: How the Oldest Book of the Bible Answers Today's Scientific Questions, Baker Books, 2011 ISBN 978-0801072109
- Navigating Genesis: A Scientist's Journey through Genesis 1-11, 2014 ISBN 978-1886653863
- Improbable Planet: How Earth Became Humanity's Home Baker Books, 2016 ISBN 9780801016899

Inoltre, ha contribuito ai seguenti volumi:
- The Creation Hypothesis, Downers Grove, IL: InterVarsity Press, 1994 ISBN 978-0830816989
- Mere Creation, Downers Grove, IL: InterVarsity Press, 1998 ISBN 978-0830815159
- Why I Am a Christian, Grand Rapids, MI: Baker Book House, 2000 ISBN 978-0801012105
- The Day I Met God, Sisters, OR: Multnomah 2001 ISBN 978-1576737866